# Nina Agdal
Nina Brohus Agdal (Hillerød, Selandia; 26 de marzo de 1992) es una modelo danesa.

## Primeros años
Agdal nació el 26 de marzo de 1992 en Dinamarca, donde creció en la ciudad de Hillerød.

## Trayectoria
Agdal fue descubierta en una calle de su ciudad natal. Al no tener experiencia en el modelaje, ingresó a la competencia “Elite Model Look”. No ganó, pero luego firmó con Elite Models Copenhagen y continuó en la escuela hasta los 18 años. Después de graduarse, se mudó a los Estados Unidos, en donde floreció su carrera como modelo.
Luego de modelar en la edición de traje de baño 2012 de Sports Illustrated, fue galardonada como Rookie of the Year ("Novata del año"). Actualmente tiene contrato con la agencia de modelos IMG Models4.
Entre las marcas para las que ha trabajado se encuentran: Billabong, Calzedonia, Carl's Jr,  Style Cover, Delia, Ellos, Frederick's of Hollywood, Garage, Gosh, JC Penney, Leonisa, L * Space, Bagno Maaji, Macy's, Mimic, Naf Naf, Nelly, New Yorker, Playlife, dalla Petite Aagaard, Pink Victoria's Secret y Cerveza Cristal.

## Vida personal
Agdal salió brevemente con Adam Levine, líder de la banda Maroon 5 en el 2013. Más tarde ese año, salió con Max George, miembro de la banda de chicos The Wanted. La pareja se separó en el 2014.
Agdal salió con el actor Leonardo DiCaprio durante aproximadamente un año; se separaron en el 2017.
Desde inicios del 2022, comenzó una relación con el luchador profesional e influencer Logan Paul, el cual el 9 de julio del 2023 en sus redes sociales, anunciaron su compromiso matrimonial.el 15 de abril de 2024, anunciaban en sus redes sociales que estaban esperando a su primer hijo, que es una niña naciendo el 26 de septiembre del año señalado, tras casi 1 año después del nacimiento de su hija, el 15 de agosto de 2025, se casaron en Italia.

## Filmografía
- 2013: Don Jon como Supermodelo en comercial (cameo)
- 2015: Entourage como Bridgite (cameo)